# Terratrèmol de Loma Prieta
El terratrèmol de Loma Prieta, també conegut en anglès com el Quake of '89, va ser un important terratrèmol a l'àrea de la badia de San Francisco, a Califòrnia, el 17 d'octubre del 1989 a les 5:07 de la tarda. El terratrèmol va durar uns 15 segons a 6,9 a l'escala sismològic de magnitud de moment (amb una magnitud d'ona a la superfície del 7,1). Va causar la mort de 63 persones al llarg del nord de Califòrnia, amb 3.757 ferits i més de 12.000 es van quedar sense llar
El terratrèmol va coincidir en l'escalfament pel tercer quart del World Series de 1989, amb els equips de la locals de la Major League Baseball, l'Oakland Athletics i el San Francisco Giants. Aquest va ser el primer gran terratrèmol mai gravat i retransmès en directe per televisió a Amèrica.

## Epicentre
L'epicentre del terratrèmol va ser al Forest of Nisene Marks State Park, una zona sense població a Santa Cruz Mountains (el qual les dades geogràfiques són 37.04° N 121.88° W, a prop de Aptos i aproximadament a 16 km (10 milles) al sud-est de Santa Cruz. El nom del terratrèmol és el de Loma Prieta per una muntanya sota el mateix nom situat a tan sols 8 km (5 milles) al nord-est.
A través dels danys i problemes ocasionats a la zona de San Francisco/Oakland, els geografs i els sismògrafs calculen que la intensitat en l'epicentre va ser entre 6,9 i 7,1 a l'Escala de Richter. Entre les regions més properes de l'epicentre es troba el Comtat de Santa Cruz.

## Danys personals
A causa del terratrèmol van morir directament 67 persones, però hi va haver sis morts més indirectament després del terratrèmol. A més, cal dir que hi va haver també 3.757 ferits com a resultat del terratrèmol. La major concentració de víctimes, 40, va tenir lloc al Viaducte de Cypress Street al Nimitz Freeway (Interestatal 880), el qual va acabar esfondrant-se afectant els dos sentits de la marxa, fent caure els cotxes al buit. Una part de 15 metres (50 peus) del pont de la badia de San Francisco i Oakland també es va esfondrar, causant la caiguda de dos cotxes al buit i això va provocar la primera víctima mortal en aquest pont. Va romandre tancat per reparacions durant un mes i un dia, i es va reobrir el 18 de novembre. Quan el pont estava tancat, els vaixells transbordadors del Bay Area Rapid Transit i els serveis de ferri van quedar col·lapsats, pels nivells de trànsit que suportaven els ponts propers com el San Mateo Bridge, el Richmond-San Rafael i el Golden Gate.
Quan el terratrèmol va començar, la famosa "Battle of the Bay" (que era un esdeveniment de la World Series) va començar i moltes persones van anar d'hora als recintes esportius, i la majoria de la gent mirava els esdeveniments a casa. Com a conseqüència, les carreteres tenien poc trànsit. Si el trànsit fos normal en un dimarts en hora punta, les pèrdues humanes haguessin estat molt pitjors. Al principi, els mitjans de comunicació deien que l'efecte del trànsit al voltant dels jocs que se celebraven era d'unes 300 víctimes mortals, un nombre que va ser corregit dies després del terratrèmol.

## Danys materials
El lloc on el terratrèmol va crear més desperfectes va ser el Districte de Marina a San Francisco, 95 km (60 miles) de l'epicentre. Va causar forts danys en tota la Zona de la Badia de San Francisco, més notablement a San Francisco i Oakland, però també en moltes més comunitats de la regió, incloent-hi els comtats d'Alameda, San Mateo, Santa Clara, San Benito, Santa Cruz i Monterey. Els danys de propietat més distants de l'epicentre resulta ser la liqüefacció del terreny utilitzat per omplir preses. Altres efectes ocorreguts s'inclouen els volcans de sorra, moviments de terres i ruptures de terrenys. En total uns 18.306 habitatges i 2575 negocis van ser afectats. En l'àrea tancada de l'epicentre, a Santa Cruz, 40 edificis van ser ensorrats ocasionant la mort de sis persones.
Com que la distància entre l'epicentre i l'àrea de la badia era gran, els geòlegs es van sorprendre per la intensitat del danys. Segons unes anàlisis posteriors, s'indicava que els danys que van tenir lloc fins a San Francisco és a causa de l'amplificació de les Ones sísmiques pel reflex de les ones creant uns efectes discontinuats (sobre 24 km (15 milles)) en la capa terrestre.
El terratrèmol va causar uns danys d'uns 6 bilions de dòlars, tenint lloc el desastre natural més costós de la història dels Estats Units. Va ser el terratrèmol més llarg ocorregut en la Falla de San Andrés des del gran terratrèmol de San Francisco de 1906. Es van enviar moltes donacions per airejar els danys i el 26 d'octubre, el President George H.W. Bush va signar un contribució econòmica de 3,45 bilions de dòlars cap a Califòrnia.

### Districte de Marina
El Districte de Marina de San Francisco va ser on va tenir els efectes més devastadors, on moltes cases d'alt estànding van ser ensorrades (tota la runa va ser llançada a la badia com en el terratrèmol de San Francisco de 1906). Es van incendiar diverses parts de la ciutat i les canonades d'aigua es van trencar. Es va utilitzar un vaixell bomber de San Francisco (el Phoenix) usat per agafar aigua de la Badia de San Francisco per portar-la als carrers a través de mànegues perquè siguin utilitzades per ciutadans voluntaris. Es va tallar l'energia a la major part de San Francisco i no es va poder retornar-la fins dies després.

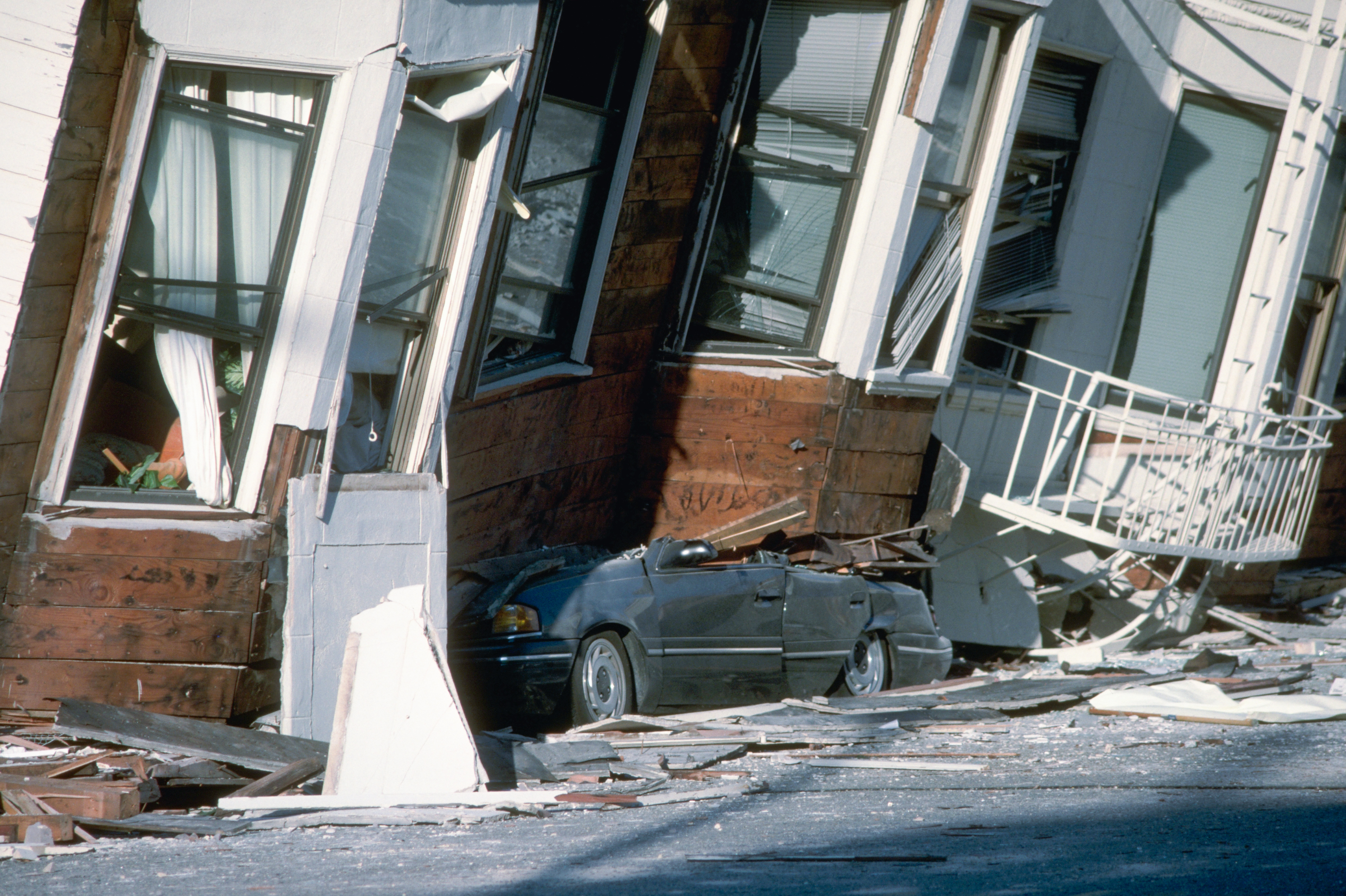
Cotxe aixafat per edificis al Districte de Marina.

Al Districte de Marina de San Francisco, molts edificis d'apartaments i pisos van ser danyats greument. Com que el sòl del barri de Marina estava en una falla, les ones del terratrèmol van xocar amb més intensitat. El barreig de sorra bruta, runa i altres materials usats per fer patis artificials que contenien un gran percentatge d'aigua-fang va causar una gran liqüefacció del terreny. Molts edificis tenien garatges que van ser utilitzats com a botigues i es van esfondrar, ja que les plantes superiors pesaven prou perquè els moviments bruscs del terratrèmol acabin enderrocant-los. En alguns llocs només la planta superior quedava intacta i al descobert, ja que els garatges, altres pisos, arbres, etc va acabar ensorrat.
A la cruïlla dels carrers de San Francisco's Beach i Divisadero, va ser on va tenir lloc els incendis més greus, per una ruptura en la instal·lació de gas. Vist els greus danys materials, es va fer difícil fer arribar mànegues d'aigua que estiguin a prop de boques d'aigua per als bombers. L'aigua de la badia es disparava als edificis incendiats amb fireboats semblant a la manera que es feia servir en el terratrèmol del 1906.
En els edificis ensorrats que no hi havia foc, els equips de rescat buscaven possibles supervivents entre la fusta esquarterada i la runa. La major part d'estructures de pisos ensorrats van ser en les cantonades, amb les portes dels garatges encreuats a les cantonades. Les portes de garatges quedaven esmicolats i cobrien gairebé tots els carrers. Hi va haver cinc víctimes mortals al Districte de Marina a causa d'incendis i ensorraments. Una família va perdre el seu nadó que va quedar atrapat en l'apartament ensorrat dels seus pares.

### Comtats de Santa Cruz i Monterey
Les víctimes en el centre de Santa Cruz, van ser a causa de l'ensorrament de les parets i façanes dels edificis i botigues en el centre històric (que va ser anomenat des de llavors el Pacific Garden Mall) a més que la moltes persones van sortir al carrer per saber el que passa. Hi va haver danys importants a la urbanització de Capitola Village, quan els moviments de terra van provocar la caiguda d'un hotel, va provocar la sepultació de les vies properes. El terratrèmol també va provocar la pèrdua d'un nombre de persones a Watsonville. Molts arbres vells de grans dimensions van caure destrossats a causa de les arrels esmicolades. Molta gent va quedar desplaçada de les seves llars. El terratrèmol també va destruir diversos edificis del districte del nucli antic de Salinas. A Monterey, les finestres van quedar destrossades en molts edificis i les estructures antigues van quedar alterades.
A Santa Cruz, el Pacific Garden Mall va quedar completament irreparable, on els moviments de terra van provocar la mort de tres persones. Quan el terratrèmol va acabar, les façanes dels edificis històrics van quedar ensorrats al nivell dels carrers, mentre que altres edificis mig destruïts van quedar repenjats els uns amb els altres amb la reacció del fort tremolor. Durant els primers dies, no hi havia energia elèctrica ni aigua. Els carrers històrics de tot el Comtat costaner de Santa Cruz county van quedar coberts de runes, amb personal de rescat buscant supervivents. El centre modern de Santa Cruz va ser efectivament reconstruït, com va ser el cas a San Francisco que va ser reconstruït a causa del terratrèmol del 1906.

### El Pont de la Badia de San Francisco-Oakland
El Pont de la Badia de San Francisco-Oakland va patir uns danys relativament menors, com els 15 metres (50 peus) de carretera que va caure a sobre de l'altra carretera que passa per sobre caient totes dues parts del pont a baix. El terratrèmol va causar al costat est del pont en la banda d'Oakland un moviment cap a amunt de 18 centímetres, i això va causar irregularitats en el terreny asfaltat del pont creant muntanyetes i forats. Quan aquesta part del pont es va ensorrar, uns quants motoristes van caure en els forats, però es van agafar a temps en alguns fanals i baranes del pont per prevenir de caure a la badia. A causa d'una mala comunicació de la policia, en el qual hi va haver l'error de què els conductors havien de seguir en una mala direcció a través del pont, a pesar de la zona de l'ensorrament, i molts conductors van anar directes al punt crític del pont. Una dona va capturar en vídeo quan anava en el seu cotxe en la direcció que els policies havien marcat i el cotxe va anar a parar al forat.